# Redtenbacheria insignis
Redtenbacheria insignis là một loài ruồi trong họ Tachinidae.